# Астана
Астана́ (каз. Астана / Astanaо файле, дословно — «столица»; ранее Акмо́линск, Целиногра́д, Акмола́, Нур-Султа́н) — столица Республики Казахстан с 10 декабря 1997 года. Город расположен на севере страны, на берегах реки Ишим. Административно разделён на шесть районов. Астана является анклавом, окружённым территорией Акмолинской области, административно не входя в её состав.
Акмолинск получил статус города 7 мая 1862 года. Городом-миллионером Астана стал в июне 2017 года, когда население города составило 1 002 874 жителя. На 1 октября 2024 года население города составляло 1 544 142 человек, что является вторым показателем в Казахстане после Алма-Аты.

## Физико-географическая характеристика

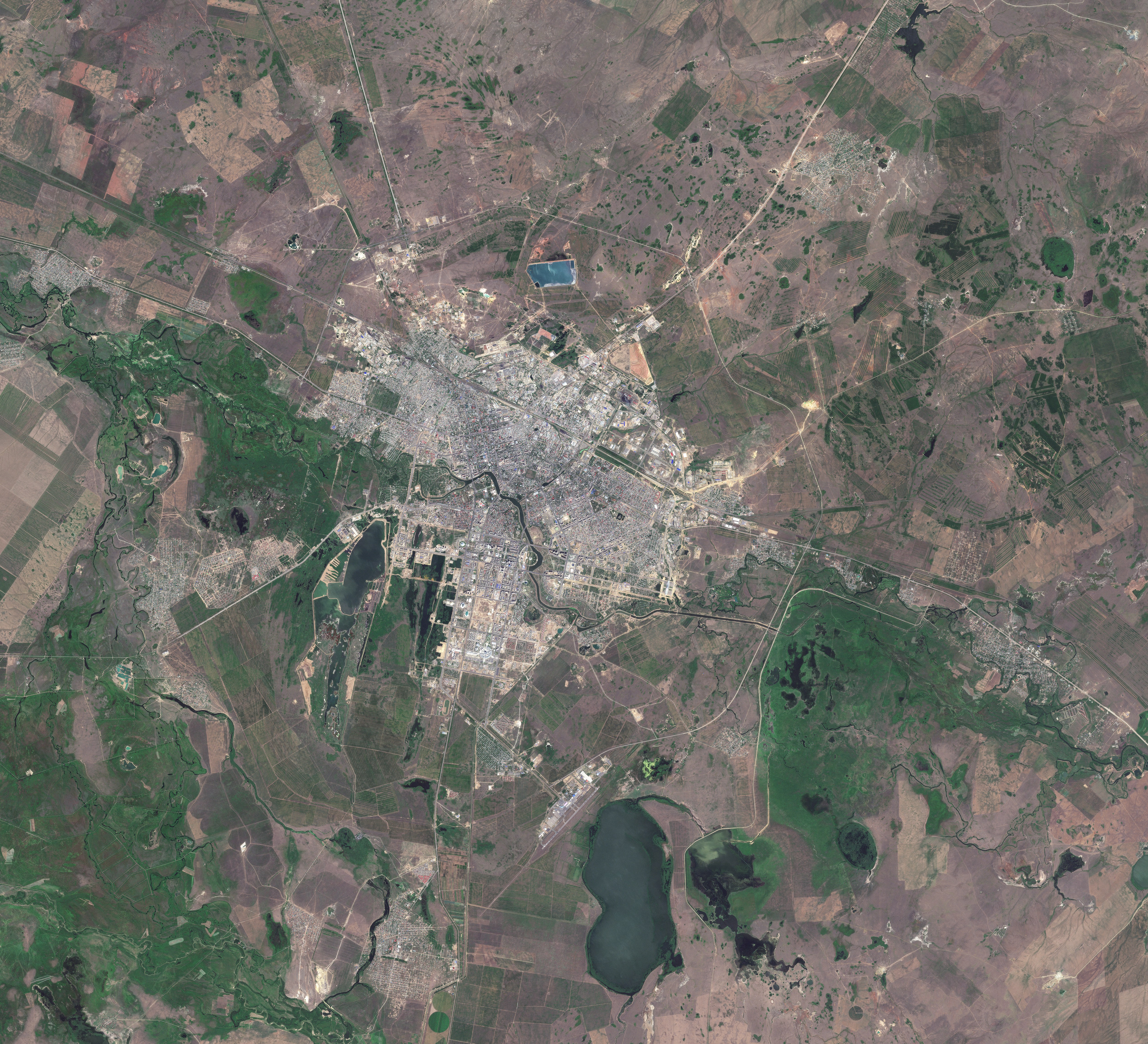
Вид со спутника. 2017 год

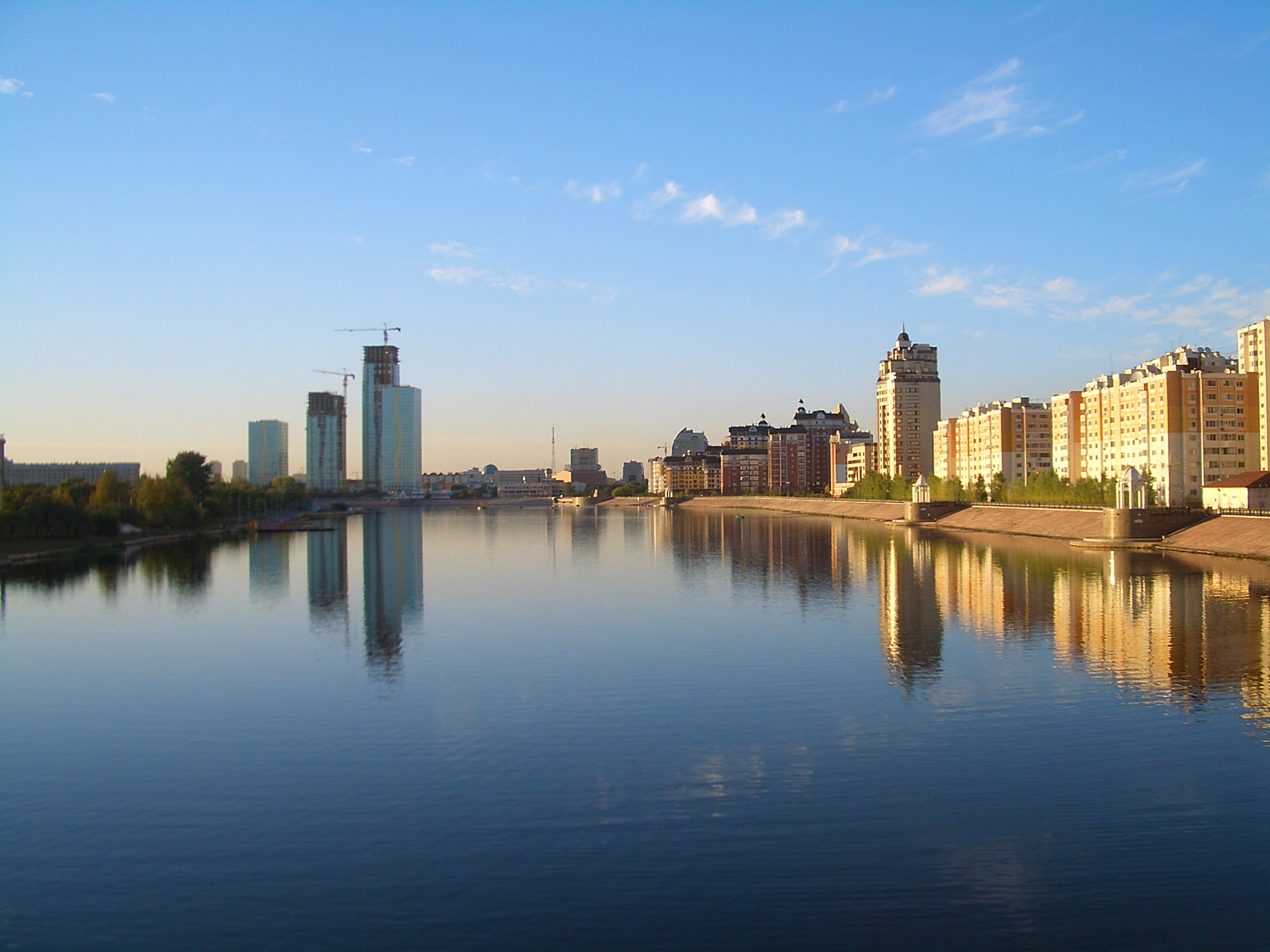
Река Ишим (Есіл)

Площадь территории города 797,33 км² (после присоединения 7 февраля 2017 года к городу 87,19 км² территории Акмолинской области без населённых пунктов).
Город стоит на степной равнине. Рельеф занимаемой им территории представляет собой низкие надпойменные террасы. Нижняя отметка высоты над уровнем моря расположена в пойме реки Ишим 337 м, за объездной дорогой, верхняя за объездной дорогой, в сторону Шубара 407 м.
Преобладают каштановые почвы.
Геология города представляет собой палеозойские нерасчленённые отложения в северной части и средневерхнечетвертичные отложения в южной и западной частях. Бо́льшая часть города стоит на осадочных породах, в основном, на песчаных суглинках.
Астана расположена на берегах реки Ишим и разделена на две части: правый и левый берега. Гидрографическая сеть города представлена не только единственной рекой Ишим, но и её незначительными правыми притоками Сарыбулаком и Акбулаком. В радиусе 25-30 км вокруг города имеются многочисленные пресные и солёные озера.
| С-З | Уральск ~ 1400 км Казань ~ 1920 км Хельсинки ~ 3903 км Осло ~ 5379 км              | Салехард ~ 1748 км Омск ~ 749 км Петропавловск ~ 493 км Кокшетау ~ 319 км Щучинск ~ 235 км | Павлодар ~ 420 км Новосибирск ~ 1009 км Томск ~ 1245 км                       | С-В |
| З   | Атбасар ~ 256 км Атырау ~ 1489 км Киев ~ 2845 км Варшава ~ 4104 км Париж ~ 5615 км | Роза ветров                                                                                | Усть-Каменогорск ~ 993 км Семей ~ 760 км Улан-Батор ~ 2597 км Токио ~ 5563 км | В   |
| Ю-З | Актау ~ 2317 км Баку ~ 3336 км Ашхабад ~ 1773 км Стамбул ~ 4879 км                 | Караганда ~ 220 км Шымкент ~ 1615 км Ташкент ~ 1738 км Дели ~ 3553 км                      | Алма-Ата ~ 1247 км Талдыкорган ~ 1478 км Пекин ~ 3670 км Канберра ~ 12190 км  | Ю-В |

### Климат

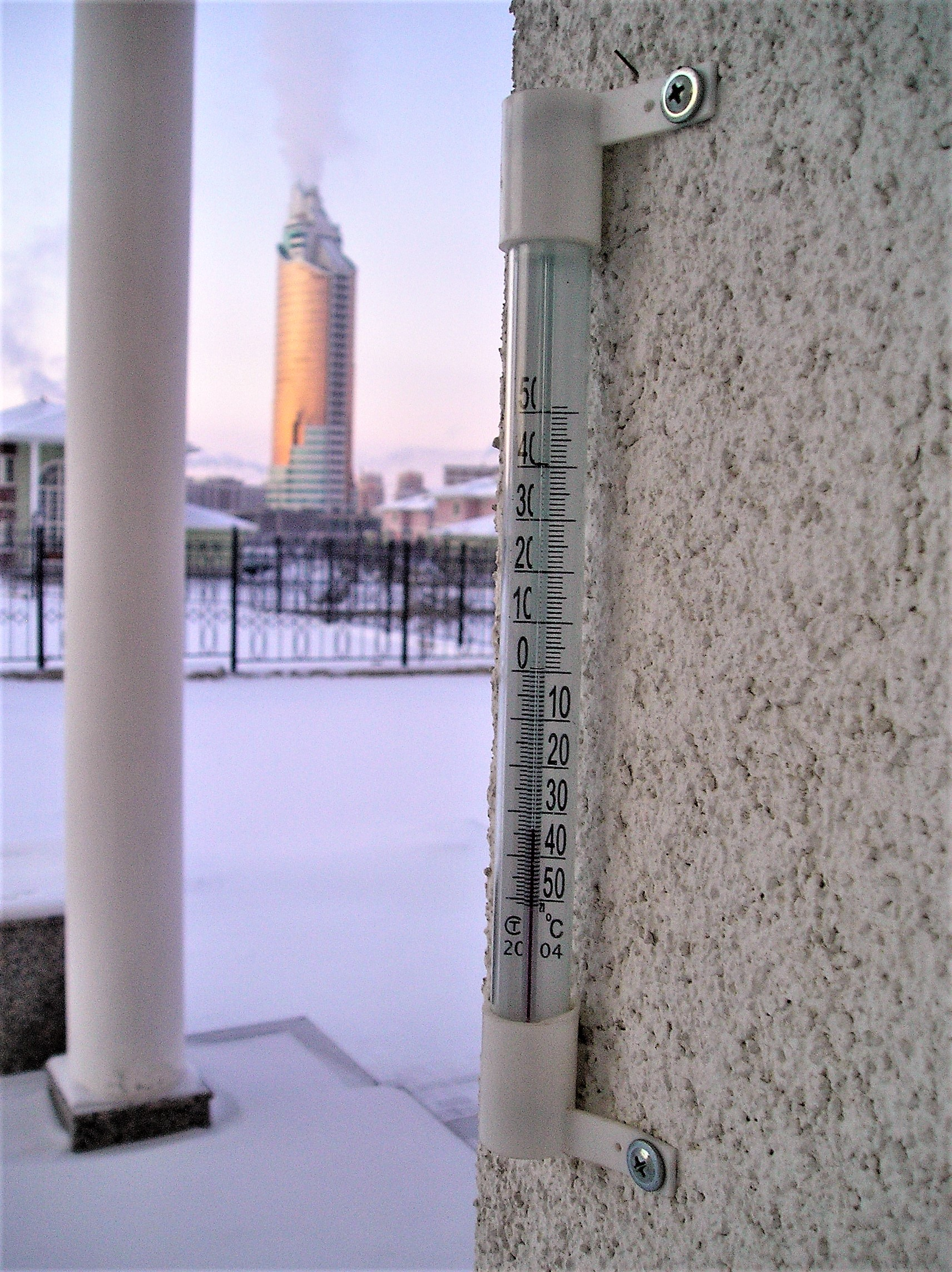
Зима в 2006 году

Климат города — резко континентальный. Лето жаркое и сухое, зима морозная и долгая. Среднегодовая температура — 3,1 °C. Осадков выпадает 300 мм в год. При средней летней температуре около 20 °C и средней зимней температуре около −15 °C нередки случаи, когда летом жара может превысить 40 °C, а зимой возможны морозы до −50 °C в связи с тем, что города зимой могут достигать сибирские морозы, летом — жаркие воздушные массы Средней Азии. В связи с неблагоприятным для человека расположением посреди склонной к засушливости и сильным ветрам степи осуществляется масштабный проект по обустройству вокруг города зелёного пояса — полосы с деревьями и другими крупными зелёными насаждениями.
| Показатель                                                                          | Янв.  | Фев.  | Март  | Апр.  | Май   | Июнь | Июль | Авг. | Сен. | Окт.  | Нояб. | Дек.  | Год   |
| ----------------------------------------------------------------------------------- | ----- | ----- | ----- | ----- | ----- | ---- | ---- | ---- | ---- | ----- | ----- | ----- | ----- |
| Абсолютный максимум, °C                                                             | 5,0   | 8,2   | 22,1  | 29,7  | 36,1  | 40,1 | 41,6 | 38,7 | 36,2 | 26,7  | 18,5  | 5,2   | 41,6  |
| Средний суточный максимум, °C                                                       | −10,3 | −8,8  | −1,5  | 12,2  | 20,9  | 25,8 | 26,6 | 25,2 | 18,9 | 10,4  | −1,3  | −8    | 9,3   |
| Средняя температура, °C                                                             | −14,5 | −13,6 | −6    | 6,5   | 14,5  | 19,6 | 20,6 | 19,1 | 12,6 | 5,0   | −5,2  | −12   | 4,0   |
| Средний суточный минимум, °C                                                        | −18,7 | −18   | −10,4 | 1,2   | 8,2   | 13,4 | 14,9 | 13,0 | 6,8  | 0,5   | −8,7  | −16   | −1,1  |
| Абсолютный минимум, °C                                                              | −51,6 | −48,9 | −37,2 | −27,8 | −10,8 | −1,5 | 2,3  | −2,2 | −8,2 | −25,3 | −39,2 | −43,5 | −51,6 |
| Норма осадков, мм                                                                   | 17,9  | 16,6  | 20,0  | 21,8  | 33,4  | 40,1 | 56,1 | 31,4 | 20,9 | 26,1  | 28,9  | 24,8  | 338   |
| Источник: Погода и климат в Астане. «Погода и Климат». Дата обращения: 2 июня 2023. |       |       |       |       |       |      |      |      |      |       |       |       |       |

### Гидрография

#### Реки
- Ишим (река)
- Акбулак (Солёная балка) — правый приток реки Ишим
- Сарыбулак — правый приток реки Ишим

#### Озёра
- Талдыкольские озера:
  - Большой Талдыколь — использовалось в качестве пруда-испарителя сточных вод
  - Талдыколь — разделено на несколько несвязанных частей
  - Малый Талдыколь — осушено и застроено, через протоку имело связь с Талдыколем
- Майбалык — на юге города, к юго-востоку от аэропорта «Нурсултан Назарбаев».
- Бузыкты — на западе города, у озера располагается древнее городище Бозок
- Тассуат — на юге Есильского района возле кольцевой дороги.

#### Каналы
- Нура-Ишим

#### Острова
На реке Ишим находится два искусственных острова: Зелёный и безымянный на территории бывшего АО «Газмашаппарат».

## Административное деление
Город Астана расположен внутри территории Акмолинской области и граничит с тремя районами этой области (Аршалынским, Целиноградским и Шортандинским).
Рост территории города привёл к тому, что он разделил территорию Целиноградского района Акмолинской области на два фрагмента.
До 7 февраля 2018 года территория Астаны, помимо собственно города (69 822 га), включала в себя два чересполосных участка (гослесопитомник к востоку от города площадью 459 га, а также к северу от города дачный массив у водохранилища Коянды (в нём насчитывается 12 дачных сообществ), площадь этого дачного массива, по данным Государственного земельного кадастра, составляет 900 га, по данным генерального плана Астаны — 850 га, а согласно балансу территории города (Постановление Правительства Республики Казахстан от 16 марта 2018 года № 131) — 733 га.
7 февраля 2018 года в черту города из состава территории Целиноградского района Акмолинской области были переданы три дополнительных участка (не имеющих населения) общей площадью 8719 га, в том числе:
1. участок (площадью 7300 га), смежный с существующей территорией города в районе международного аэропорта;
2. территория национального пантеона к югу от города (959 га);
3. территория для размещения городского кладбища к северо-западу от города (460 га).

16 марта 2018 года из части территорий районов Алматы и Сарыарка был образован четвёртый район Байконур.
| Район    | Территория км² (в границах на 16-03-2018) | Население на 1 марта 2018 г. (в границах до 16-03-2018) | Население на 1 июля 2018 г. (в границах на 16-03-2018) | Население на 1.10.2024 |
| -------- | ----------------------------------------- | ------------------------------------------------------- | ------------------------------------------------------ | ---------------------- |
| Алматы   | 154,71                                    | 455 452                                                 | 307 263                                                | 402 547                |
| Байконур | 181,29                                    | —                                                       | 213 952                                                | 228 378                |
| Есиль    | 393,58                                    | 197 435                                                 | 203 617                                                | 287 035                |
| Сарыарка | 67,75                                     | 386 471                                                 | 323 134                                                | 351 118                |
| Нура     |                                           |                                                         |                                                        | 233 024                |
| Астана:  | 797,33                                    | 1 039 358                                               | 1 047 966                                              | 1 502 102              |

В конце декабря 2022 года были озвучены проектные предложения по выделению из района Есиль ещё одного района, территория которого располагается к западу от проспекта Кабанбай Батыра, и которому предлагается дать название Нуринский район. Проектом предусмотрено следующее территориальное разделение города:
- район «Алматы»: 15 471 га;
- район «Байконыр»: 18 129 га (в том числе чересполосная территория городского кладбища 460 га);
- район «Есиль»: 20 022 га (в том числе чересполосная территория Национального пантеона 959 га);
- район «Сарыарка»: 6 775 га;
- район «Нура»: 19 336 га.

## Главы города Астана
С 11 сентября 2018 до 13 июня 2019 года акимом города являлся Бахыт Султанов.
8 декабря 2022 года акимом был назначен Женис Касымбек.

## Население
Численность населения города на 1 марта 2025 года составила 1 544 142 человек.

### Динамика численности населения Астаны
| Численность населения на начало года | Численность населения на начало года | Численность населения на начало года | Численность населения на начало года | Численность населения на начало года | Численность населения на начало года | Численность населения на начало года | Численность населения на начало года | Численность населения на начало года |
| 1945                                 | 1989                                 | 1992                                 | 1993                                 | 1994                                 | 1995                                 | 1996                                 | 1997                                 | 1998                                 |
| ------------------------------------ | ------------------------------------ | ------------------------------------ | ------------------------------------ | ------------------------------------ | ------------------------------------ | ------------------------------------ | ------------------------------------ | ------------------------------------ |
| 69 400                               | ↗281 252                             | ↗298 700                             | ↘292 200                             | ↗294 600                             | ↘293 200                             | ↘289 700                             | ↘287 200                             | ↗300 500                             |
| 1999                                 | 2000                                 | 2001                                 | 2002                                 | 2003                                 | 2004                                 | 2005                                 | 2006                                 | 2007                                 |
| ↗326 900                             | ↗381 000                             | ↗440 200                             | ↗493 100                             | ↗501 998                             | ↗510 533                             | ↗529 335                             | ↗550 438                             | ↗574 448                             |
| 2008                                 | 2009                                 | 2010                                 | 2011                                 | 2012                                 | 2013                                 | 2014                                 | 2015                                 | 2016                                 |
| ↗602 684                             | ↗605 254                             | ↗649 146                             | ↗697 156                             | ↗742 884                             | ↗778 198                             | ↗814 435                             | ↗852 882                             | ↗872 655                             |
| 2017                                 | 2018                                 | 2019                                 | 2020                                 | 2021                                 | 2022                                 | 2023                                 | 2024                                 | 2025                                 |
| ↗972 672                             | ↗1 032 475                           | ↗1 127 238                           | ↗1 136 156                           | ↗1 184 411                           | ↗1 239 744                           | ↗1 354 556                           | ↗1 511 807                           | ↗1 544 142                           |

Официальный учёт Казстата фиксировал в столице на 1 января 2017 года 972 672 жителя, к 1 июня 2017 года — 1 002 874 жителей, на 1 октября 2023 года — 1 409 497 жителей.
Согласно переписи населения 2009 года лишь 36 % населения города являлись уроженцами Астаны. Основу населения города составляют мигранты из других регионов Казахстана. Так, 19,4 % таких мигрантов составляли уроженцы Акмолинской области, 7,4 % — Туркестанской области, по 6,3 % — уроженцы Карагандинской и Костанайской областей.
Данные Казстата о численности населения города в трудоспособном возрасте (16—58 лет для женщин, 16—63 года для мужчин) на 1 октября 2016 года составляли 478 432 человека, в том числе 21 тыс. безработных и 92 тыс. «лиц, не входящих в состав рабочей силы».
Среднестатистический возраст вступления в супружеский союз — мужчины — 27,5 лет, женщины — 25,3 года.
Прирост численности населения за 10 лет с 1999 по 2009 год составил 86,7 %. За год на тысячу человек вступают в супружеский союз 11, разводятся 3.

### Астанинская агломерация
НИПИ «Астанагенплан» был разработан проект «Межрегиональной схемы территориального развития Астанинской агломерации». Этим документом, принятым в ноябре 2015 года, были определены границы агломерации Астаны общей площадью 21,75 тысяч км², которые включают 127 населённых пунктов Аршалынского, Целиноградского и Шортандинского районов Акмолинской области, а также четырёх округов Аккольского района (Урюпинский сельский округ, Енбекский аульный округ, Кенесский сельский округ, Аккольская городская администрация). В указанных границах пригородной зоны проживало 196 тысяч человек, а в городе Астане — 814 тысяч человек. Плотность населения пригородной зоны Астаны составляла 9 чел. на км² (средняя плотность населения всего Казахстана около 7 человек на км²). Проектом развития агломерации предусмотрено, что к 2020 году ожидается рост населения агломерации до 1,2 млн человек, а к 2030 году — до более 1,5 млн человек.
В 2019 году, при разработке «Прогнозной схемы территориально-пространственного развития страны до 2030 года», было констатировано явное завышение территории Астанинской агломерации: «Необходимо пересмотреть существующие границы агломераций. К примеру, территории столичной (21,7 тыс. км²) и Алматинской (9,4) агломераций значительно превышают площадь территорий крупнейших агломераций в мире, таких как Токио (8,5), Чикаго (6,8), Шанхай (3,5), Сан-Паулу (3,2)». Эта проблема может быть решена в рамках введения разработанного закона «О развитии агломераций», которым устанавливаются критерии того, что является агломерацией: «локальная система, состоящая из столицы или города республиканского значения или города областного значения (центра агломерации) с численностью населения свыше пятисот тысяч человек и расположенных вокруг него урбанизированных населенных пунктов, имеющих между собой повседневные трудовые, производственные, социально-культурные и иные связи, а также тенденцию к территориальному слиянию друг с другом». Одновременно даны критерии отнесения населённых пунктов к агломерации: населённый пункт должен находиться в географической близости центра агломерации и не менее 15 % трудоспособного населения участвует в ежедневной маятниковой миграции (туда и обратно) в центр агломерации.
В период пандемии коронавируса в 2020 году при установлении границы столичной зоны карантина следующие населённые пункты Акмолинской области были отнесены к столичной зоне карантина: Талапкер, Караоткель (Ильинка), Коянды, Косшы, Жибек-Жолы.

### Национальный состав
Согласно переписи населения 1897 года, в Акмолинске было 9707 жителей, в том числе русских — 4619 (47,58 %), казахов — 3020 (31,11 %), татар — 1035 (10,66 %), мордвы — 223 (2,30 %), немцев — 205 (2,11 %), евреев — 173 (1,78 %), украинцев — 101 (1,04 %), других национальностей — 331 (3,41 %).
|               | 1989    | %        | 1999    | %        | 2009    | %        | 2017    | %        | 2018      | %        | 2022      | %        |
| ------------- | ------- | -------- | ------- | -------- | ------- | -------- | ------- | -------- | --------- | -------- | --------- | -------- |
| всего         | 281 252 | 100,00 % | 319 324 | 100,00 % | 613 006 | 100,00 % | 972 672 | 100,00 % | 1 030 577 | 100,00 % | 1 239 744 | 100,00 % |
| Казахи        | 49 798  | 17,71 %  | 133 585 | 41,83 %  | 425 298 | 69,38 %  | 750 946 | 77,20 %  | 805 718   | 78,18 %  | 1 005 147 | 81,08 %  |
| Русские       | 152 147 | 54,10 %  | 129 480 | 40,55 %  | 122 215 | 19,94 %  | 137 333 | 14,12 %  | 138 175   | 13,41 %  | 140 569   | 11,34 %  |
| Украинцы      | 26 054  | 9,26 %   | 18 070  | 5,66 %   | 12 783  | 2,09 %   | 14 127  | 1,45 %   | 14 176    | 1,38 %   | 14 329    | 1,16 %   |
| Татары        | 9339    | 3,32 %   | 8286    | 2,59 %   | 8970    | 1,46 %   | 11 299  | 1,16 %   | 11 624    | 1,13 %   | 12 788    | 1,03 %   |
| Узбеки        | 640     | 0,23 %   | 429     | 0,13 %   | 7186    | 1,17 %   | 10 238  | 1,05 %   | 10 642    | 1,03 %   | 11 558    | 0,93 %   |
| Немцы         | 18 913  | 6,72 %   | 9591    | 3,00 %   | 6916    | 1,13 %   | 9059    | 0,93 %   | 9243      | 0,90 %   | 9509      | 0,77 %   |
| Корейцы       | 1329    | 0,47 %   | 2028    | 0,64 %   | 4172    | 0,68 %   | 6224    | 0,64 %   | 6549      | 0,64 %   | 7353      | 0,59 %   |
| Киргизы       | 94      | 0,03 %   | 196     | 0,06 %   | 2567    | 0,42 %   | 4506    | 0,46 %   | 4741      | 0,46 %   | 5715      | 0,46 %   |
| Азербайджанцы | 997     | 0,35 %   | 902     | 0,28 %   | 2618    | 0,43 %   | 3696    | 0,38 %   | 3811      | 0,37 %   | 4416      | 0,36 %   |
| Белорусы      | 8220    | 2,92 %   | 5761    | 1,80 %   | 3752    | 0,61 %   | 4034    | 0,41 %   | 4052      | 0,39 %   | 4047      | 0,33 %   |
| Ингуши        | 2311    | 0,67 %   | 1822    | 0,57 %   | 2129    | 0,35 %   | 2590    | 0,27 %   | 2642      | 0,26 %   | 2826      | 0,23 %   |
| Поляки        | 2412    | 0,98 %   | 2537    | 0,79 %   | 2179    | 0,36 %   | 2685    | 0,28 %   | 2687      | 0,26 %   | 2734      | 0,22 %   |
| Уйгуры        | 53      | 0,02 %   | 161     | 0,05 %   | 689     | 0,11 %   | 1210    | 0,12 %   | 1315      | 0,13 %   | 1611      | 0,13 %   |
| Чеченцы       | 514     | 0,18 %   | 752     | 0,24 %   | 951     | 0,16 %   | 1269    | 0,13 %   | 1328      | 0,13 %   | 1529      | 0,12 %   |
| Башкиры       | 1187    | 0,42 %   | 870     | 0,27 %   | 925     | 0,15 %   | 1159    | 0,12 %   | 1217      | 0,12 %   | 1332      | 0,11 %   |
| Армяне        | 814     | 0,29 %   | 576     | 0,18 %   | 946     | 0,15 %   | 1174    | 0,12 %   | 1204      | 0,12 %   | 1309      | 0,11 %   |
| Молдаване     | 1004    | 0,36 %   | 629     | 0,20 %   | 621     | 0,10 %   | 772     | 0,08 %   | 783       | 0,08 %   | 831       | 0,07 %   |
| другие        | 5498    | 1,64 %   | 3649    | 0,83 %   | 8089    | 1,32 %   | 10 371  | 1,07 %   | 10 670    | 1,04 %   | 12 141    | 0,98 %   |

## История

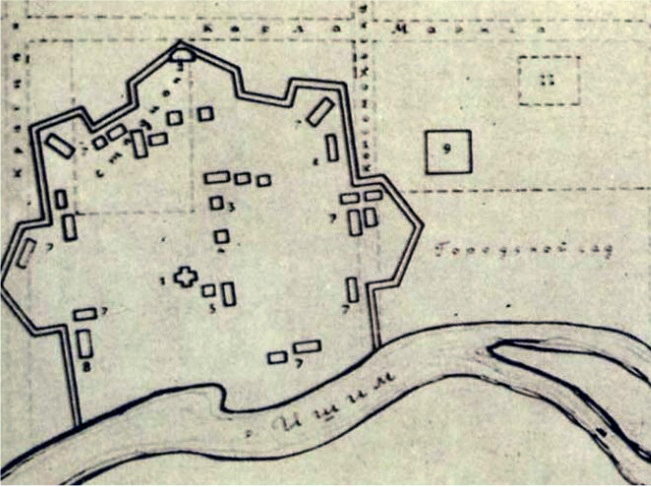
План Акмолинской крепости

Парламент Казахстана

Министерство Иностранных Дел Республики Казахстан

Министерство обороны Республики Казахстан

### Античные и средневековые поселения на территории современного города
Территория современного города была ранее выгодным пунктом пересечения караванных путей. Археологи обнаружили в черте города артефакты, датирующиеся эпохой бронзы, ранним железным веком и средневековьем. Так, в 2001 и 2005 годах были исследованы могильники эпохи бронзы и раннего железного века Куйгенжар. В 2007 году частично исследован царский курган на улице Сыганак (с 2011 года улица Ш. Калдаякова), расположенный в непосредственной близости от Дворца Независимости. После расширения административной черты Астаны в её пределах (в 11 км от центра города) оказалось городище Бозок (размером 400 на 200 м) — поселение земледельцев, на что указывают остатки арыков на площади 30 га. Поселение в первый раз существовало в VII—VIII веках, потом было заброшено. Вновь поселение существовало в X—XI веках, после чего было снова заброшено и опять восстановлено в XII—XIV веках.

### Акмолинск
В 1829 году султан Конуркульджа Кудаймендин, потомок Тауке-хана, обратился к российскому правительству с ходатайством об открытии внешнего округа при урочище Акмола. Эти события были вызваны тем, что в 1822 году император Александр I издал указ о введении разработанного М. М. Сперанским «Устава о сибирских киргизах», которым ликвидировалась ханская власть в казахских жузах. Внедряемый новый административный порядок встретил резкое противодействие среди некоторых казахских ханов, которые стремились восстановить прежний уклад и даже отделить казахские земли от России. Самое упорное сопротивление было оказано со стороны наиболее влиятельной и многочисленной в Среднем жузе семьи Касымовых из рода Абылай-хана. Старейшина этой фамилии, Касым Аблайханов, со всеми своими родичами откочевал в пределы Кокандского ханства, откуда его сторонники стали совершать разорительные набеги на южные волости Акмолинского внешнего округа и разорять казахские аулы, которые приняли российское управление. В ходатайстве Конуркульджи Кудаймендина была просьба образовать в управляемых им Карпыковской и Алтаевской волостях внешний округ при урочище Акмола. Генерал-губернатор Западной Сибири Иван Вельяминов распорядился командировать для закладки крепости и основания Акмолинского округа подполковника Фёдора Кузьмича Шубина-второго, участника Бородинского сражения, а в то время коменданта Петропавловской крепости.
Первоначально русское укрепление намеревались построить на реке Нуре — в урочище Акмола, в 30 верстах южнее современного города — однако это место оказалось неудобным, так как реки Нура и Ишим каждую весну в паводок затапливали обширные пространства, что нередко случается и по сей день. По этой причине было решено строительство укрепления перенести на реку Ишим, в урочище Кара-Уткуль, при этом за новой крепостью сохранилось первоначальное название — Акмолинская. Таким образом, начало современному городу в 1830 году положил казачий форпост Акмолинск, который, согласно новой системе управления, разработанной М. Сперанским, имел статус «Акмолинский приказ». Форпост был построен на правом берегу Ишима, где сейчас расположен стадион на улице Кенесары. Он был расположен на островке на заболоченной местности, куда проход был затруднён. Стены его изначально были деревянные, но после пожара были вновь отстроены из кирпича. Специалисты полагают, что фундамент стадиона частично опирается на бывшие стены этого форпоста. Отставные военные, отбыв службу, поселялись с семьями за стенами форпоста. Поселение вокруг форпоста называлось Казачьим краем. Официальное открытие Акмолинского окружного приказа состоялось 22 августа (3 сентября) 1832 года. Главным султаном Акмолинского внешнего округа был назначен Конуркульджа Кудаймендин, заместителем — его брат Арыстан Кудаймендин. В Акмолинский внешний округ вошли волости: рода племени Аргын Тока-Карпык, Тинали Карпык, Кареке Алтай, Киргиз Тортуыл, Темеш, Сарымурат, Сайдалы Алтай, Айткожа Карпык, Тама, Жагалбайлы, Алтай, Таракты, Тунгатар Карпык.
В мае 1838 года крепость была осаждена казахскими повстанцами на протяжении шести дней. В ходе осады, крепость была уничтожена. Восстановлена лишь после подавления восстания Кенесары Касымова.
16 (28) июня 1863 года Акмолинскому укреплению, занимавшему видное место в системе сибирских укреплений, был дан статус окружного города.
С 1854 по 1868 год город Акмолинск являлся центром Акмолинского округа и входил в область Сибирских Киргизов.
С 1868 года по Именному Его Императорского Величества указу, данному Правительствующему Сенату в 21 день октября № 46380 «О преобразовании управления Киргизскими степями Оренбургского и Сибирского ведомств и Уральским и Сибирским казачьими войсками», образована Акмолинская область, с областным городом Акмолинском:
Для устранения затруднений и неудобств в управлении Киргизскими степями Оренбургского и Сибирского ведомств, равно как и Уральским и Сибирским казачьими войсками, повелеваем: 1. Из областей Оренбургских и Сибирских Киргизов и Семипалатинской, в настоящем их составе, и земель Уральского и Сибирского казачьих войск образовать 4 области: Уральскую, Тургайскую, Акмолинскую и Семипалатинскую… 3. Акмолинскую область образовать из округов области Сибирских Киргизов: Кокчетавской, Атбасарской, Акмолинской и земель 1, 2, 3, 4, 5 и части 6 полковых округов Сибирского казачьего войска и городов Омска и Петропавловска… 4. Областными городами назначаются… Акмолинск в Акмолинской области, но до устройства в оном помещения для Областного Правления, управление сие временно остаётся в Омске…
В 1900 году городским главой был избран Евграф Алексеев.
В советское время большое влияние на хозяйственное развитие города оказала железная дорога на Карталы, построенная в 1931—1936 годах.
Словари фиксируют нормативное ударение Акмо́линск при местном произношении Акмоли́нск.

### Целиноград
20 марта 1961 года Акмолинск переименован в Целиноград как центр всесоюзного освоения североказахстанской и южносибирской целины, являясь центром Целинного края, который имел всесоюзное значение в обеспечении страны зерном.
В Целинограде ранее действовал крупнейший в Казахстане завод сельскохозяйственных машин — ПО «Целинсельмаш», а также завод «Казахсельмаш» (бывший завод имени 50-летия СССР), специализировавшийся на производстве сельскохозяйственных машин для районов, подверженных ветровой эрозии.
С 1960-х годов развернулись большие строительные работы. По генеральному плану 1961—62 годов (главный архитектор проекта Г. Я. Гладштейн) на свободных землях на юго-востоке города созданы новые жилые районы, застроенные многоэтажными домами по типовым проектам. Появились знаковые общественные здания:
- Дворец целинников (Дворец культуры; 1960—64 годы, архитекторы О. Крауклис, Д. Даннеберг, П. Фогель) — ныне перестроен в концертный зал «Астана»;
- Дворец молодёжи (1976 год, архитекторы А. Т. Полянский и др.) — ныне дворец «Жастар»[54];
- гостиница «Ишим» — ныне гостиница «Гранд Парк Есиль»;
- телецентр и др.

16 июня 1979 года в городе при поддержке региональной администрации Д. А. Кунаева прошли выступления населения против проекта создания немецкой автономии в Северном Казахстане, которые привели к тому, что данный план так и не был реализован.

### Акмола
6 июля 1992 года город переименован по историческому названию в Акмолу. Слово Акмола в переводе с казахского языка означает «Белая Святыня» (или «Белая могила», также есть вариант значения «Белое изобилие»). Это объясняется тем, что примерно в 20 километрах от города находится одноимённое урочище, на вершине белого известнякового холма которого похоронен почитаемый Абылай-ханом местный кипчак Нияз-би. В 1829 году султан Конуркульджа Кудаймендин, потомок Тауке-хана, обратился к российскому правительству с ходатайством об открытии «внешнего округа» с центром в урочище Акмола. Первоначально планировалось построить русское укрепление на реке Нуре, в урочище Акмола, в 30 верстах южнее современного города. Однако это место было и остаётся непригодным для строительства, так как реки Нура и Ишим каждую весну в паводок затапливали обширные пространства (что регулярно случается и по сей день), поэтому укрепление было построено на месте современного города непосредственно на реке Ишим, в урочище Кара-Уткуль; тем не менее за крепостью сохранилось первоначальное название Акмолинская.
В связи с негативными коннотациями в трактовке названия «Акмола» как «белая могила» официально предлагалась иная версия происхождения названия «Акмола»: местность была центром проведения торговых ярмарок, где продавалось значительное количество молочных товаров (кумыс, шубат и т.д), что придало названию местности значение Ак мол — «белое изобилие».

### Перенос столицы
По мнению первого президента Казахстана Нурсултана Назарбаева, Алма-Ата перестала отвечать требованиям к столице страны: город расположен не в центре, а на юго-востоке страны на границе с Кыргызстаном и Китаем. В Алма-Ате также сложилась плохая экологическая и сейсмическая ситуация. При выборе новой столицы Назарбаев придерживался 32 критериев: социально-экономические показатели, климат, ландшафт, сейсмические условия, перспективы развития, человеческие ресурсы и другие. Убеждая депутатов Верховного Совета о переносе президент утверждал, что «в лице новой столицы Казахстан получит не только новый общественно-политический, но и крупнейший научный, культурный и деловой центр Казахстана».
6 июля 1994 года было принято постановление Верховного Совета Казахстана о переносе столицы из Алма-Аты в Акмолу. По плану строительства, утверждённому президентом, на первом этапе было запланировано построить в Акмоле 175 объектов, из них 102 должны были завершить и сдать в эксплуатацию уже в 1996 году. Но в первое время строительство шло медленно из-за климатических условий и отсутствия опыта у строителей. Поэтому Назарбаев взял её под личный контроль, лично участвовал в проверке качества строительства ключевых сооружений.
10 декабря 1997 года Президент Казахстана Нурсултан Назарбаев принял окончательное решение о переносе столицы. Международное представление Акмолы в качестве новой столицы состоялось 10 июня 1998 года.

### Астана (1998—2019)
6 мая 1998 года Указом Президента Казахстана, «учитывая ходатайства местных исполнительных и представительных органов, пожелания общественности города Акмолы и на основании заключения Государственной ономастической комиссии при Правительстве Республики Казахстан», город Акмола был переименован в город Астана. Топоним Астана — из казахского астана — «столица», «столичный».
Позднее день столицы был перенесён на 6 июля, так как именно в этот день Верховный Совет Казахстана принял постановление о переносе столицы страны, также это день рождения первого президента Республики Казахстан. День столицы является государственным праздником.
В 1999 году Астана по решению ЮНЕСКО получила звание «город мира».
После обретения столичного статуса и организации особой экономической зоны «Астана — новый город» город стал вторым по величине в стране, и в нём реализуется множество современных архитектурно-градостроительных проектов. Численность населения возросла с 270 тыс. человек в 1996 до 700 тыс. в 2011 году, а территория города значительно расширена до площади более 700 км² за счёт сооружения нового административно-делового центра и других кварталов рядом.
В Астане предусмотрено размещение ряда координирующих органов ЕвразЭС. В городе проходят и другие крупные мероприятия, в том числе спортивные. Так, например, в 2011 году Астана принимала 7-е зимние Азиатские игры. Кроме того, в 2017 году город принял международную специализированную выставку Expo 2017.
В феврале 2017 года в состав территории Астаны были переданы три участка Целиноградского района Акмолинской области общей площадью 8719 га. Один участок площадью 7300 га в районе озера Майбалык предполагается для расширения границ территории аэропорта, его охранных зон и предотвращения подтопления и затопления указанных территорий. Часть включаемых территорий вокруг озера Майбалык предполагается использовать в рекреационных целях для организации зоны кратковременного отдыха населения. Два других участка общей площадью 1419 га (ранее располагавшихся на территории сельских округов Кабанбай батыра и Талапкер Целиноградского района Акмолинской области) будут использованы для создания Национального пантеона Республики Казахстан, а также размещения нового городского кладбища.
В начале июня 2017 года население Астаны превысило 1 миллион жителей. Астана стала одной из быстроразвивающихся столиц мира: с 1997 года её валовый региональный продукт вырос в 190 раз, промышленность — в 30 раз, инвестиции — в 50 раз.

### Нур-Султан (2019—2022)
20 марта 2019 года новый президент Казахстана Касым-Жомарт Токаев в своей инаугурационной речи после принятия президентской присяги предложил переименовать Астану в Нур-Султан в честь первого президента Республики Нурсултана Назарбаева. Тем не менее предложено было написание названия столицы через дефис; составляющие название два слова означают в переводе с арабского нур (араб. نور‎) «свет» и султан (араб. سلطان‎) «власть», «орган власти», «авторитет». Предложение было поддержано Парламентом Казахстана и депутатами городского маслихата. 21 марта 2019 года несогласные с переименованием вышли на несанкционированные акции в Астане. 23 марта Токаев подписал указ о переименовании города, также издан закон от 23 марта 2019 года № 238-VІ ЗРК, согласно которому в статью 2 Конституции Республики Казахстан внесены изменения наименования столицы Казахстана. При этом аким Астаны Бахыт Султанов заявил, что после переименования города жителей продолжат называть астанчанами. Было также принято решение, что жителям Нур-Султана не нужно будет менять документы, старые с названием Астана останутся действительными.
По мнению критиков, решение о переименовании города было неконституционным, так как по конституции Казахстана (п. 2. ст. 48) «Лицо, принявшее на себя полномочия Президента Республики Казахстан в случае досрочного освобождения или отрешения от должности Президента Республики Казахстан (избранного), по основаниям и в порядке, предусмотренными пунктом 1 статьи 48, не вправе инициировать изменения и дополнения в Конституцию Республики Казахстан». В Министерстве юстиции Казахстана прокомментировали, что поправки в конституцию о переименовании столицы были в полном соответствии с Конституцией (предложение о проведении референдума может быть инициировано парламентом, если же президент решает передать проект изменений на рассмотрение парламента, то он не выносится на республиканский референдум).

### Астана (с 2022)
После массовых протестов в январе 2022 года в числе прочих поднимался вопрос об обратном переименовании города в Астану.
После январских событий 2022 года президент Казахстана Касым-Жомарт Токаев осуществил ряд мер по реформированию политической системы Казахстана. Одним из элементов этой реформы стало внесение поправок в конституцию страны, одной из них стало обратное переименование столицы государства в Астану, в результате принятия этих поправок 19 сентября 2022 года президент Токаев подписал указ об обратном переименовании столицы в Астану. Указ вступил в силу со дня подписания.
В 2025 году Советом Глав государств СНГ Астане присвоено почётное звание Содружества Независимых Государств «Город трудовой славы. 1941—1945 гг.».

## Экономика

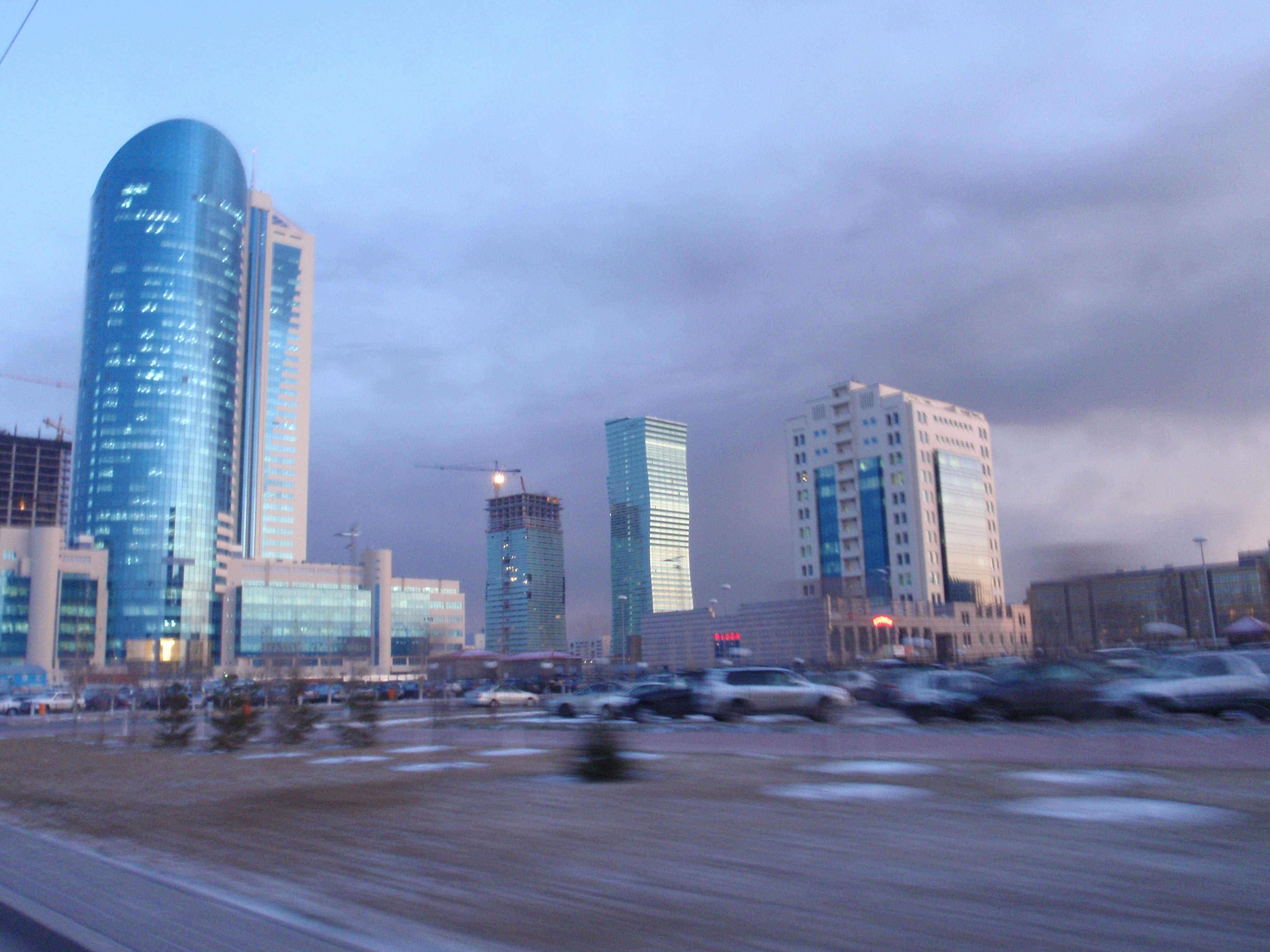
Башни Казахстан Темир Жолы и ЖК «Северное сияние» (при достройке)

Жилой комплекс «Триумф Астаны»

Деловой центр Москва-парк

Новые здания и автотранспортный поток в историческом центре

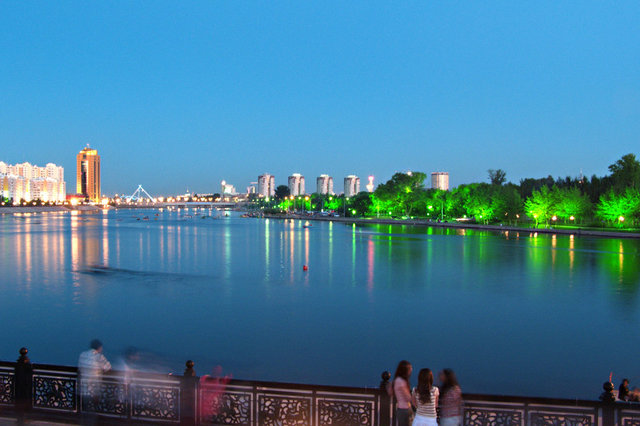
Река Ишим (Есіл)

Основу экономики города составляют: торговля, транспорт и связь, строительство. По вкладу в валовой продукт торгового сектора экономики Казахстана Астана занимает второе место среди областей и городов республиканского значения после города Алма-Аты. Совокупный региональный продукт двух городов Алма-Аты и Астаны составляет более половины всего объёма сферы торговли Казахстана. По объёму розничного товарооборота Астана также занимает второе место в стране.
Астана лидирует в республике по темпам строительства. Одна пятая часть всей введённой в эксплуатацию жилой недвижимости в Казахстане в 2009 году приходилась на г. Астану. На протяжении более чем пяти лет город лидирует по объёму ввода в эксплуатацию жилых зданий.
Промышленное производство города сконцентрировано преимущественно на выпуске строительных материалов, пищевых продуктов/напитков и машиностроении. Лидирующее положение в Казахстане Астана занимает по производству строительных металлических изделий, бетона, готового для использования, и строительных изделий из бетона. Также относительно высока доля города в производстве строительных металлических конструкций, радиаторов и котлов центрального отопления и подъёмно-транспортного оборудования.
С целью привлечения инвесторов и развития новых конкурентоспособных производств в городе функционирует Специальная экономическая зона «Астана — новый город». Преимуществами СЭЗ является наличие особого правового режима, предусматривающего налоговые и таможенные льготы. На территории СЭЗ реализовываются проекты различных направлений.
Указом Президента Республики Казахстан Назарбаева Н. А. от 17 марта 2006 года № 67 утверждён стратегический план устойчивого развития города до 2030 года, определяющий основные направления деятельности по становлению и устойчивому развитию города как столицы государства. Разработку данного плана осуществило АО «Astana Innovations». При поддержке Акимата (муниципалитета) Астаны реализовано 4 пилотных проекта «Smart города»: «Smart поликлиника», «Smart школа», «Smart уличное освещение» и «Smart payments». Ключевой особенностью реализации является финансирование за счёт инвестиционных средств.
Доходная часть бюджета Астаны в 2024 году составила 945 330 089 тенге, в том числе по налоговым поступлениям — 698 140 892 тенге, неналоговым поступлениям — 770 354 тыс. тенге, поступлениям от продажи основного капитала — 3 000 000 тенге, поступлениям трансфертов — 243 418 843 тенге. Инвестиции в основной капитал Астаны в 2011 году на 1 жителя составили 818 тыс. тенге. Частных инвестиций в жилищное строительство — 89,1 млн тенге на тыс. жит. в 2011 году. На 1 тыс. чел. вкладов в банки — 429 млн тенге, 358,7 млн тенге банки выдали кредитов (2011). По итогам 2015 года, средний доход на душу населения в Астане составил 3,7 млн тенге.
Валовый региональный продукт в 2022 году составил 10 672 480,5 тенге. Доля ВРП Астаны в республиканском — 10,3 %. Размер ВРП на душу населения составил 17 490,2 долларов США. В структуре ВРП за 2022 г. производство товаров составило 15,5 %, производство услуг — 77,9 %. Основную долю в производстве ВРП занимают оптовая и розничная торговля; ремонт автомобилей и мотоциклов — 22,4 %, профессиональная, научная и техническая деятельность — 9,6 %, обрабатывающая промышленность — 8,2 %.
Объём выполненных научно-технических работ составил 19,7 млн тенге на 1 тыс. чел.

### Транспорт

#### Железнодорожный транспорт

Вокзал Астана-1

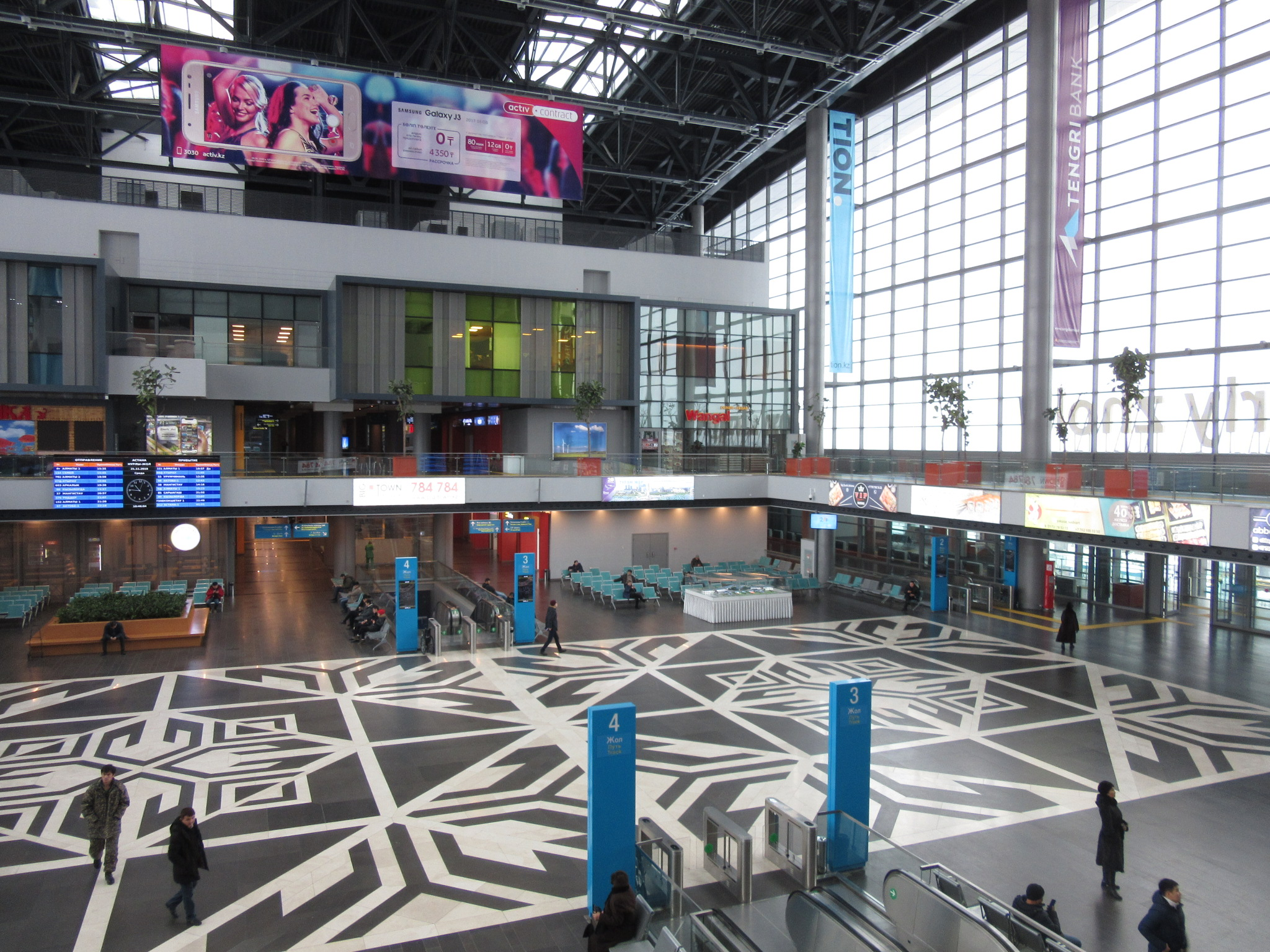
Вокзал Нурлы Жол

Астана — железнодорожный узел на стыке линий Петропавловск — Караганда — Балхаш и Барнаул — Павлодар — Астана — Карталы — Магнитогорск. В городе расположен центральный офис национальной железнодорожной компании «Казахстан Темир Жолы».
В 2017 году построен новый железнодорожный вокзал в юго-восточной части города, получивший название Нурлы Жол, возле создаваемой аллеи Тысячелетия. В промышленной части города, в районе ТЭЦ-3, планируется строительство терминала для грузовых вагонов.

#### Автомобильный транспорт
Крупный узел шоссейных дорог: через город проходят автодороги М-36 Челябинск — Алма-Ата и A1 Астана — Петропавловск.
В конце 2019 года была полностью открыта кольцевая дорога вокруг Астаны.

#### Городской транспорт

Автостанция «Сапаржай»

Городской транспорт представлен автобусами (92 маршрута, 871 единица), из них 15 электрических автобусов (до конца 2020 г. должно быть 100 шт.). Общая протяжённость городской маршрутной сети (2004) — 1720 км, годовой пассажирооборот — 115 млн чел., стоимость проезда — 110 тенге, оплата возможна только транспортной картой или сканированием QR-кода.
Троллейбусное движение было открыто в 1983 году (3 маршрута, однако с 2006 года был оставлен только 1 маршрут № 4; 51,7 км контактной сети, 40 единиц). В 2008 году единственный троллейбусный парк специальной государственной комиссией был признан убыточным из-за долгов перед энергоснабжающей компанией и полностью закрыт.
В прошлом (1940-е годы) в Целинограде недолгое время действовала в виде городского транспорта внутригородская неэлектрифицированная пассажирская ширококолейная железная дорога — «Горветка».
В парке культуры и отдыха ранее действовала детская узкоколейная железная дорога им. Героя Советского Союза Михаила Яглинского, открытая 9 июня 1946 года. В начале 2002 года Детская железная дорога была передана на баланс города и уже к апрелю 2002 года полностью уничтожена — сняты рельсы, выровнены следы от шпал, в здании вокзала открыто кафе.
В 2011 году должно было быть начато сооружение линии скоростного трамвая. Первый этап строительства легкорельсовой трамвайной линии протяжённостью 16,4 километра, который включает девять станций, планировалось завершить к 1 декабря 2013 года, но этом году строительство так и не началось. В ноябре 2013 года Нурсултан Назарбаев заявил об отказе от строительства ЛРТ из-за дороговизны, взамен было обещано запустить скоростные автобусы. Строительство было начато только в 2017 году с сооружения эстакад, по которым должны были пройти поезда. 11 июня 2025 года первые два состава, из четырёх вагонов каждый, произведённые в городе Таншань (Китай), были поставлены на рельсы. Открытие движения запланировано на 2025 год.

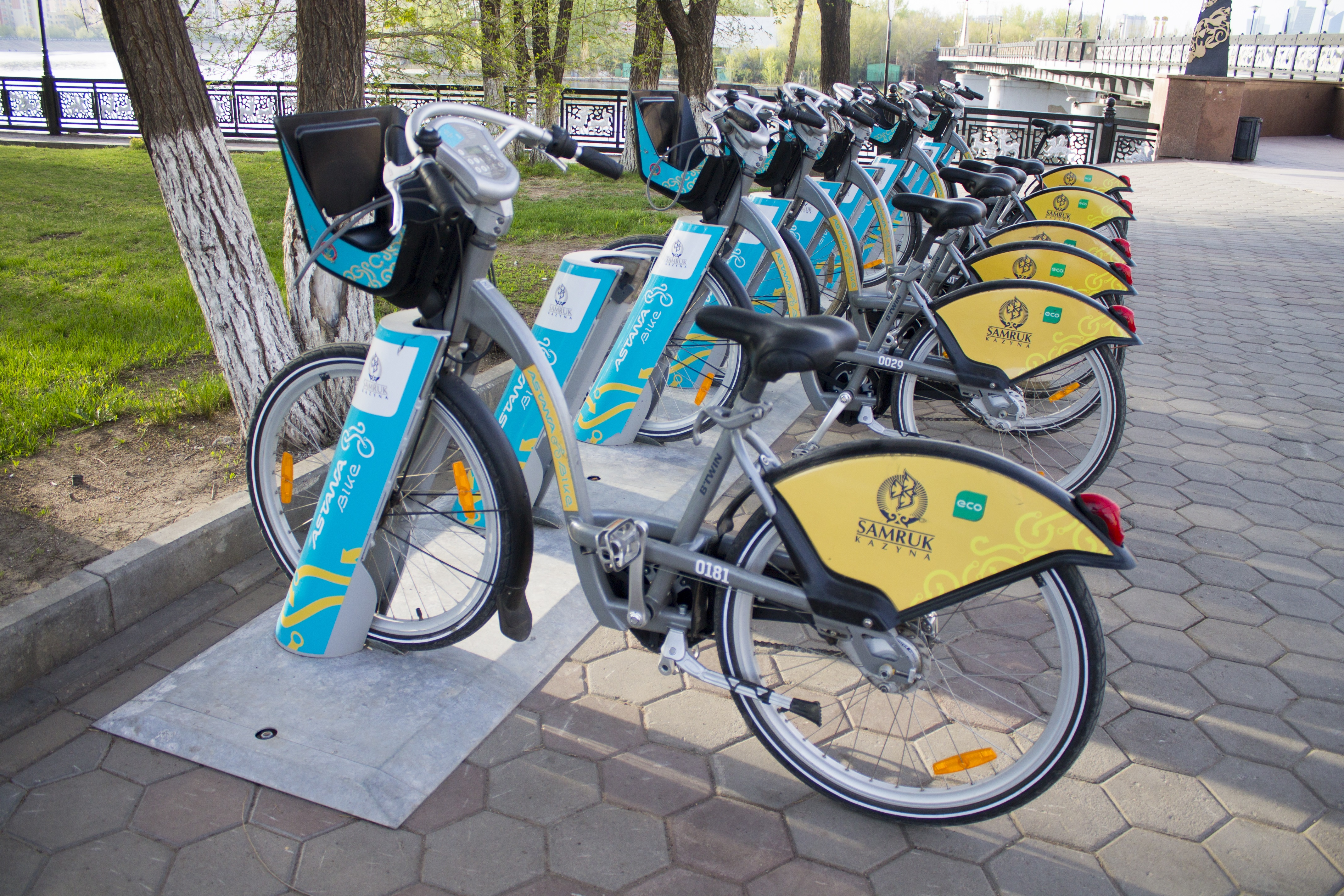
Велосипедная парковка «Astana Bike»

#### Авиационный транспорт

Международный аэропорт «Нурсултан Назарбаев»

В городе имеется международный аэропорт Нурсултан Назарбаев, способный принимать все типы воздушных судов. Аэропорт находится в 16 км от центра города.
После реконструкции 2017 г. пропускная способность аэропорта составляет 8,2 млн пассажиров в год. Общая площадь нового пассажирского терминала равна 47 тыс. м². Грузовой терминал аэропорта Нурсултан Назарбаев имеет пропускную мощность 15 тысяч тонн в год.

#### Речной транспорт
С 2008 года в черте города организовано судоходство по реке Ишим. Акиматом города в рамках реализации программы «Судоходный Есиль» было создано специализированное предприятие ГККП «Есиль-Астана». Первая навигация открыта в 2008 году.

#### Велотранспорт
В Астане с 2014 года функционирует велопрокат «Astana Bike», к 2017 году насчитывающий 40 станций с 1000 велосипедов; станции отстоят друг от друга не более чем на 500 метров, так как система рассчитана на кратковременные поездки. Регистрация в системе на сезон стоит 10 000 тенге, также взимается залог за RFID-карту (5,5 долларов), первые полчаса проката велосипеда бесплатны, стоимость дальнейшего пользования — 100 тенге (55 центов) в час. После трёх часов проката система напоминает, что велосипед пора сдавать: четвёртый и следующие часы обходятся по 1000 тенге.

## Образование

### Колледжи
- Колледж общественного питания и сервиса
- Политехнический колледж города Астаны
- Медицинский колледж
- Колледж инновационных технологий
- Финансово-экономический колледж
- Гуманитарный колледж (Педагогический колледж)
- Гуманитарно-юридический колледж КазГЮУ
- Колледж Евразийского гуманитарного института
- Колледж «Туран»
- Колледж Управления
- Колледж Менеджмента, Бизнеса и образования (КМБо)
- Колледж Финансовой академии
- Колледж экономики, технологии и стандартизации пищевых производств
- Торгово-экономический колледж Казпотребсоюза
- Экономико-юридический колледж
- Колледж Казахского университета технологии и бизнеса
- Колледж транспорта и коммуникаций
- Казахстанский Международный Лингвистический Колледж (KILC)

### Высшие учебные заведения
В Астане расположено более пятнадцати высших учебных заведений, в том числе:
- Академия государственного управления при Президенте Республики Казахстан
- Евразийский национальный университет
- Казахский национальный университет искусств
- Казахский агротехнический университет имени Сакена Сейфуллина
- Университет КАЗГЮУ
- Казахстанский филиал МГУ имени М. В. Ломоносова
- Казахстанско-Российский университет (закрыт в 2014 году)
- Медицинский университет Астана
- Назарбаев Университет
- Евразийский гуманитарный институт
- Финансовая академия
- Казахский университет экономики, финансов и международной торговли[англ.]
- Казахский университет технологии и бизнеса (КазУТБ)
- Университет «Туран-Астана»
- Astana IT University
- Международный университет Астана

## Культура
В городе имеются Акмолинская областная филармония, музеи (Национальный музей Республики Казахстан, историко-краеведческий музей, музей изобразительных искусств, музей Сакена Сейфуллина), театры (Национальный театр оперы и балета имени Куляш Байсеитовой, Казахский музыкально-драматический театр имени Калибека Куанышпаева, Государственный академический русский драматический театр имени Максима Горького), Национальный космический центр, музей энергии будущего «Нур Алем», библиотеки. К культурно-просветительным учреждениям города можно отнести также Конгресс-холл, Дворец молодёжи и Президентский центр культуры.
Помимо двух крупнейших в Центральной Азии театров — «Астана Опера» и «Астана Балет», в столице Казахстана по инициативе Назарбаева открыта Казахская национальная академия хореографии. В 2020 году по инициативе Назарбаева было возведено новое здание Государственного академического казахского музыкально-драматического театра имени К. Куанышбаева площадью более 22 тыс. м².
6 июля 2000 года по проекту Азата Боярлина в столице был построен фонтан «Древо Жизни». Само сооружение исключительно символического характера, передающее вечный круговорот жизни. Открытие площади было приурочено к 60-летию президента Казахстана. К 20-летию Астаны 6 июля 2018 года в столице установят памятник Герою Советского Союза Маншук Маметовой. Автор — Мурат Мансуров.
В Астане проходит множество культурных мероприятий. С 24 по 30 октября 2006 года в Астане прошли IV молодёжные Дельфийские игры государств — участников СНГ. Подготовку и проведение мероприятия осуществили совместно Национальный Дельфийский комитет Казахстана и Международный Дельфийский комитет. С 24 по 29 сентября 2012 года в г. Астане прошли Седьмые открытые молодёжные Дельфийские игры государств — участников Содружества Независимых Государств. В Играх приняли участие свыше тысячи деятелей искусств из 16 стран: Австрии, Азербайджана, Армении, Афганистана, Беларуси, Болгарии, Грузии, Италии, Казахстана, Кыргызстана, Молдовы, России, Румынии, Таджикистана, Турции, Украины.
Также в городе проходит несколько фестивалей: музыкальных (Астана-Аркау, Жас канат, The Spirit of Tengri), кинематографических (Astana) и других.

### Астана в произведениях искусства
С тех пор как Акмола (с 1998 года — Астана, в 2019—2022 годах — Нур-Султан) 10 декабря 1997 года стала новой столицей Казахстана, в честь города было написано множество песен и композиций. Казахстанские эстрадные исполнители Нагима Ескалиева, Алтынай Жорабаева, Кайрат Нуртас, Али Окапов, музыкальные коллективы «Дос-Мукасан», «Байтерек», «Арнау», «Жигиттер» и многие другие имеют в своём репертуаре песни, посвящённые столице Казахстана.

### КВН
Спарта — чемпион Высшей лиги КВН 2017 года.

## Городская символика

### Герб
Форма герба круглая. Центральным элементом является объединение двух символов — Байтерека и Шанырака. Все пространство герба разбито на два кольца. Внешнее кольцо символизирует историю великой степи. Красный цвет обозначает огонь. Внутреннее кольцо содержит символы независимости Казахстана и величия Астаны. Голубой цвет отражает цвет флага Казахстана.

### Флаг
Флаг Астаны представляет собой прямоугольное полотнище голубого цвета с отношением ширины к длине 1:2 с размещением в середине герба Астаны, от которого во все стороны отходят лучи солнца золотистого цвета.

## Религия

### Ислам
- Крупнейшими религиозными строениями Астаны являются Центральная мечеть, мечеть «Хазрет Султан», мечеть Абу Насыра аль-Фараби. Также в городе действуют мечети им. Садвакаса хаджи Гилмани, «Шубар», «Толыбай», Ырыскелды кажы и мечеть им. шейха Кунта Хаджи. При мечети «Нур Астана» открыто медресе «Астана».

Мечеть «Абу Насыра аль-Фараби»

### Православие
- В Астане 6 православных храмов и один монастырь[99], в том числе Кафедральный собор в честь Успения Пресвятой Богородицы[100] — один из крупнейших в Центральной Азии, вмещает до 4000 человек.

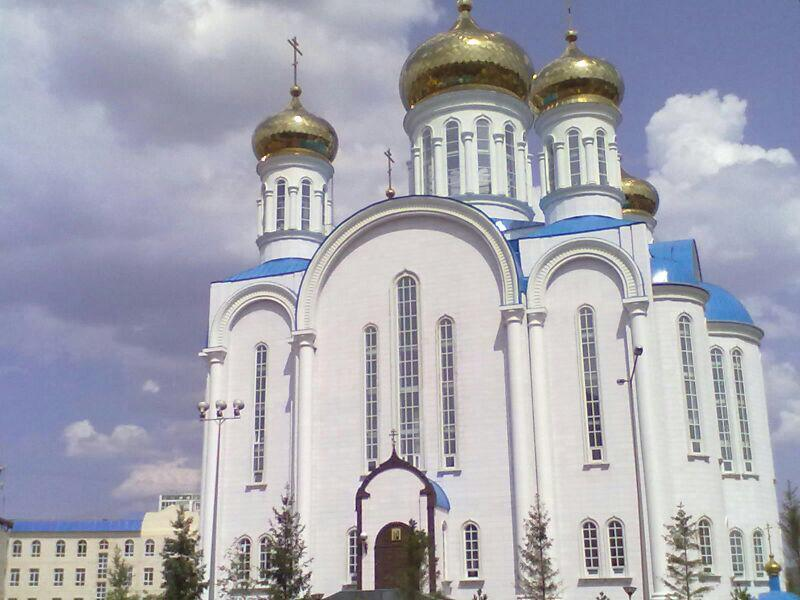
Успенский православный кафедральный собор

### Католицизм
- С 1999 года в столице функционирует римско-католический кафедральный собор[101] Архиепархии Пресвятой Девы Марии в Астане
- Римско-католический приход Матери Всех Народов (район Лесозавода, Аккульский пер., 2а)
- Греко-католический приход Св. Иосифа Обручника (ул. Арасан, 2/1)

### Иудаизм
- «Бейт Рахель — Хабад Любавич», синагога.

### Кладбища
- Караоткель (кладбище) — историческое.
- Коктал (кладбище) — самое большое.
- Национальный пантеон Казахстана — элитное.
- Ильинка (кладбище)
- Талдыколь (кладбище)
- Железнодорожный (кладбище)
- Интернациональный (кладбище)
- Новое кладбище (Астана)

## Достопримечательности

Монумент «Қазақ елі»

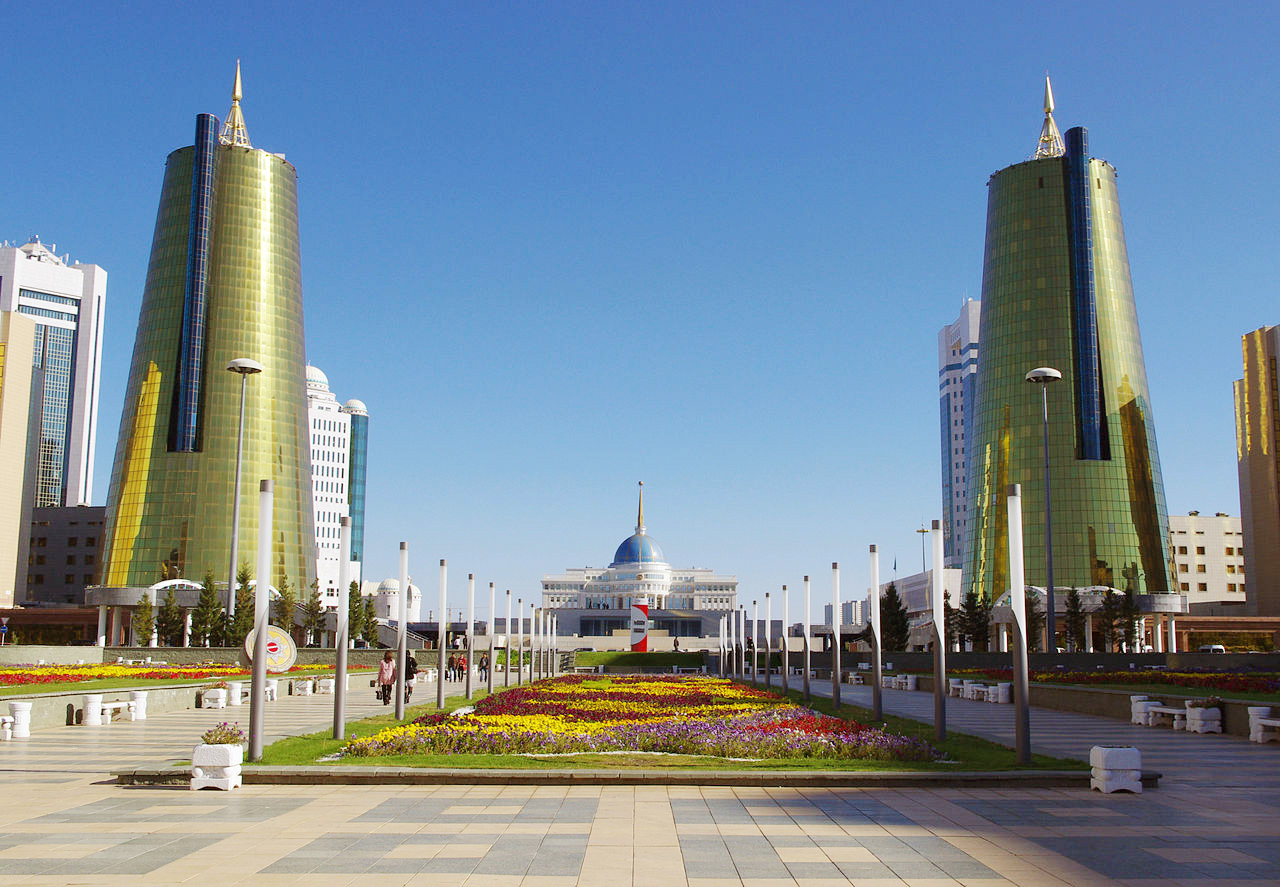
Эспланада Водно-Зелёного бульвара в новом центре

Центральный концертный зал «Казахстан»

Дворец мира и согласия

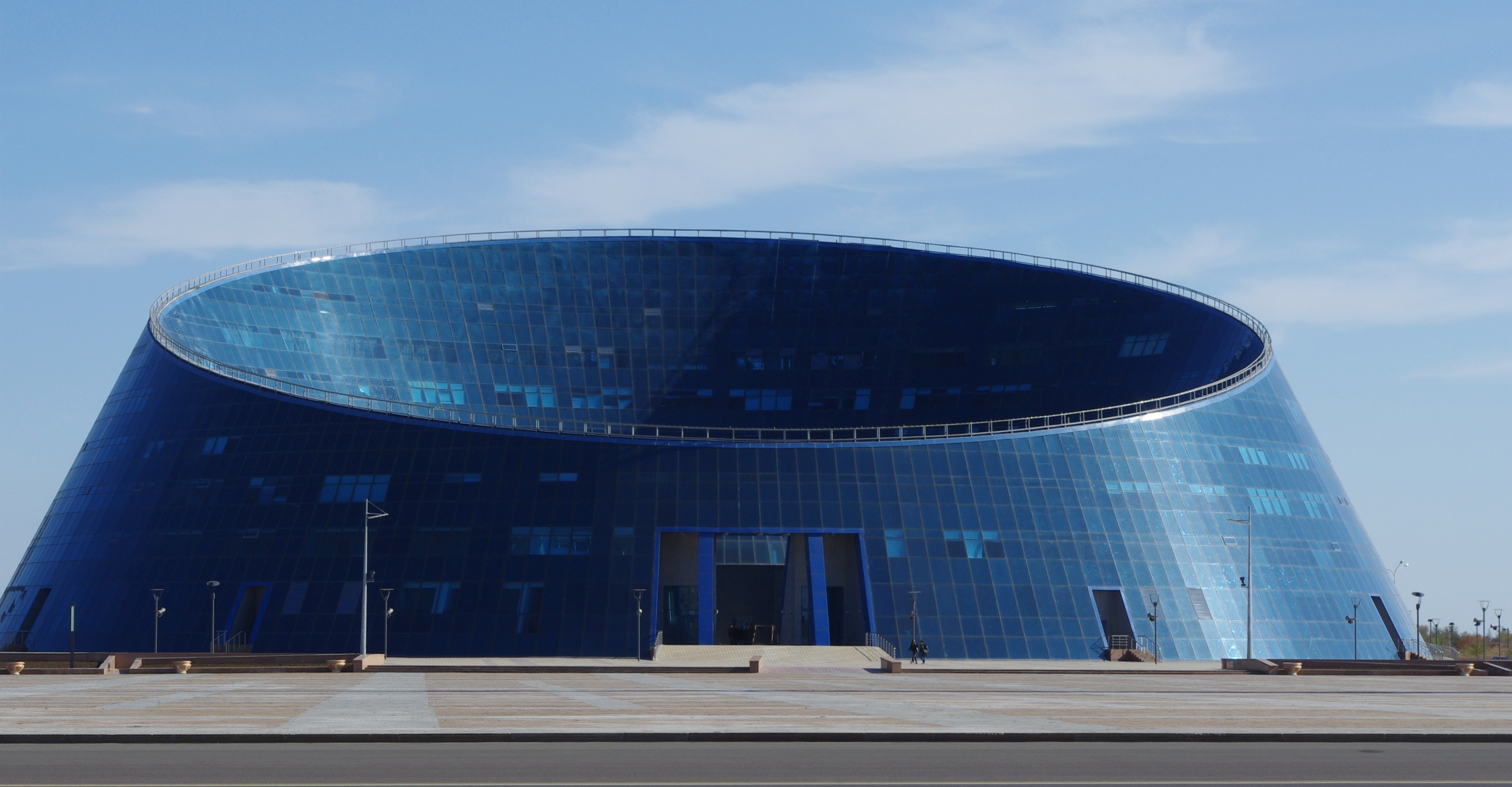
Казахский национальный университет искусств «Шабыт»

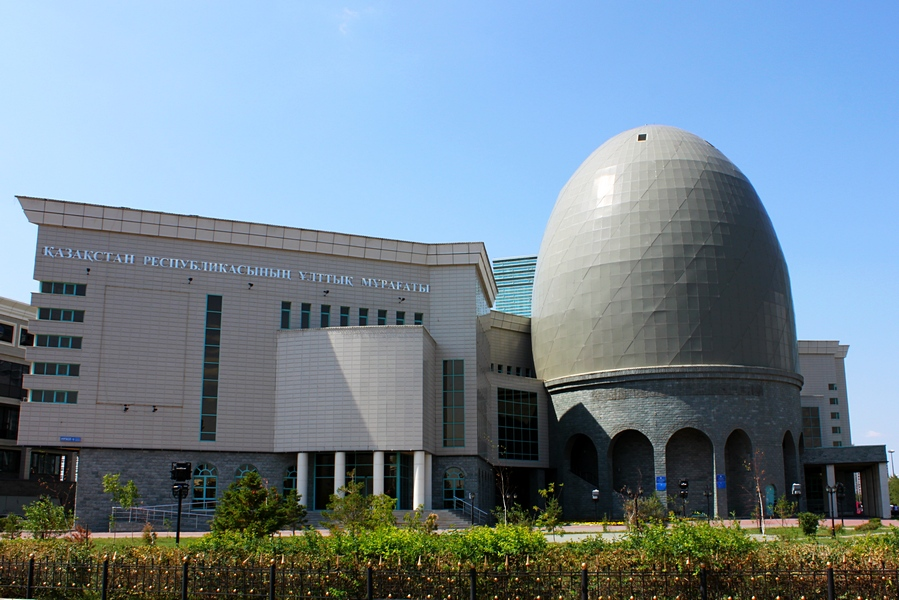
Национальный архив Республики Казахстан

Астана Арена

Ледовый дворец «Алау»

- Байтерек — монумент, главная достопримечательность и символ Астаны.
- Казак Ели — монумент.
- Бульвар Нуржол (бывший Водно-зелёный бульвар) — рекреационная пешеходная зона с Аллеей поющих фонтанов.
- «Акорда» — резиденция Президента Республики Казахстан.
- Дворец Независимости — здание, предназначенное для проведения дипломатических и других мероприятий международного уровня; в здании также действует масштабный макет-план Астаны с существующими и будущими объектами.
- Дворец мира и согласия — Конгресс-холл, предназначенный для проведения саммитов и съездов представителей традиционных казахстанских и мировых религий.
- «Казахстан» — Центральный концертный зал.
- «Шабыт» — Казахский национальный университет искусств.
- «Жастар» — Дворец творчества школьников и молодёжи.
- «Хан Шатыр» — крупнейший торгово-развлекательный центр (считается самым большим шатром в мире).
- Национально-культурный комплекс «Этноаул»
- Триумфальная арка «Мәңгілік ел»
- Национальный космический центр
- Музей энергии будущего «Нур Әлем»
- монумент «Стена мира»
- Астанинский ботанический сад
- Мемориальный комплекс Министерства внутренних дел (в честь героев Великой Отечественной войны в столице)

### Театры и концертные залы, музеи
В Астане 27 библиотек, услугами которых в 2011 году воспользовались 153 человека на каждую тысячу жителей, 8 государственных музеев, которые посетили в 2011 году 415 500 человек и в которых проведено 68 514 экскурсий, 10 парков отдыха и развлечений, в 2011 году они приняли 1492,2 тыс. посетителей и было проведено 99 мероприятий, 6 государственных музеев и 6 кинотеатров.
- Центральный концертный зал «Казахстан».
- Астанинский цирк.
- Национальный Театр Оперы и Балета имени К. Байсеитовой.
- Астана Опера.
- Театр Астана балет[102]
- Казахский музыкально-драматический театр имени К. Куанышбаева.
- Государственный академический русский драматический театр имени Максима Горького.
- Национальный музей Республики Казахстан.
- Музей современного искусства.
- Президентский культурный центр.
- Музей Первого Президента Республики Казахстан.
- Атамекен — этно-мемориальный комплекс природы, архитектуры и быта на масштабной карте Казахстана.
- Триатлон парк Астана

### Здания
- Башня КТЖ — здание Казахстанских железных дорог, одна из высотных доминант.
- Транспортная башня — здание Министерства транспорта и коммуникаций, одна из высотных доминант.
- «Северное сияние» — жилой комплекс из трёх высотных доминант.
- «Триумф Астаны» — высотное жилое здание.
- Развлекательный центр «Думан» — включает в себя океанариум, 5D-кинотеатр, парк с динозаврами и многое другое.
- Керуен — торгово-развлекательный центр.
- МЕГА Silkway — торгово-развлекательный центр.
- «Абу-Даби Плаза» — многофункциональный комплекс, самый высокий в Казахстане и Центральной Азии, один из самых высоких в СНГ 75-этажный 320-метровый небоскрёб.

## Спорт
С 30 января по 6 февраля 2011 года в Астане и Алма-Ате прошли 7-е зимние Азиатские игры.

### Спортивные клубы
| Клуб               | Вид спорта                  | Основан | Лига                                              | Стадион           |
| ------------------ | --------------------------- | ------- | ------------------------------------------------- | ----------------- |
| Астана             | Футбол                      | 2009    | Казахстанская футбольная Премьер-Лига             | Астана Арена      |
| Женис              | Футбол                      | 1964    | Казахстанская футбольная Премьер-Лига             | Астана Арена      |
| Барыс              | Хоккей с шайбой             | 1999    | Континентальная хоккейная лига                    | Барыс Арена       |
| Астана             | Хоккей с шайбой             | 2011    | Казахстанская хоккейная лига                      | СК «Казахстан-2»  |
| Pro Team Astana    | Велоспорт                   | 2007    | UCI ProTour                                       | Сарыарка          |
| Астана             | Баскетбол                   | 2000    | Единая лига ВТБ, Казахстанская баскетбольная лига | Сарыарка          |
| Столичный авиаклуб | Планеризм, Парашютный спорт | 2009    |                                                   | Аэродром Северный |

### Спортивные сооружения
- Спортивный комплекс «Астана Арена» — 30 тыс. посадочных мест[103]
- Центральный стадион имени Хаджимукана Мунайтпасова — 12 350 посадочных мест
- Ледовый дворец «Алау» — 8 тыс. посадочных мест
- Сарыарка (велотрек) — 8 тыс. посадочных мест
- Дворец спорта «Казахстан» — 5532 посадочных мест, около 1 тыс. стоячих мест
- Многофункциональный ледовый дворец «Барыс Арена» — 12 тысяч посадочных мест
- Легкоатлетический спортивный комплекс — 6838 посадочных мест[104]

## Города-побратимы
У Астаны имеются следующие города-побратимы:
| Город           | Год  | Страна           |
| --------------- | ---- | ---------------- |
| Анкара          | -    | Турция           |
| Стамбул         | -    | Турция           |
| Измир           | -    | Турция           |
| Москва          | -    | Россия           |
| Санкт-Петербург | -    | Россия           |
| Казань          | 2004 | Россия           |
| Амман           | -    | Иордания         |
| Рига            | -    | Латвия           |
| Ташкент         | -    | Узбекистан       |
| Гданьск         | 1996 | Польша           |
| Варшава         | 2002 | Польша           |
| Киев            | 1998 | Украина          |
| Сеул            | 2004 | Республика Корея |
| Дубай           | -    | ОАЭ              |
| Пекин           | -    | Китай            |
| Манила          | -    | Филиппины        |
| Тбилиси         | 2005 | Грузия           |
| Бишкек          | 2011 | Кыргызстан       |
| Ханой           | -    | Вьетнам          |
| Ницца           | 2013 | Франция          |
| Оулу            | 2013 | Финляндия        |
| Белград         | 2016 | Сербия           |
| Уфа             | 2017 | Россия           |
| Ашхабад         | 2017 | Туркменистан     |
| Нусантара       | 2023 | Индонезия        |

## Медали
Указом Президента Республики Казахстан от 2 июня 1998 года, в честь презентации новой столицы Казахстана, была учреждена памятная медаль «Астана».
Среди награждённых этой медалью — такие видные деятели, как:
- Ли Мён Бак — экс-президент Южной Кореи;
- Леонид Кучма — экс-президент Украины;
- Юрий Лужков — экс-мэр Москвы;
- Талгат Мусабаев — второй казахстанский космонавт;
- Мухтар Алтынбаев — министр обороны Республики Казахстан с 1996 по 2007 года;
- Иосиф Кобзон — народный артист СССР.

К празднованию 10-летия Астаны была учреждена юбилейная медаль «10 лет Астане». Одними из первых, кто был награждён этой медалью, стали ветераны Великой Отечественной войны.

## Галерея

Байтерек
Комплекс высотных зданий